# Arrondissement Saint-Quentin
Arrondissement Saint-Quentin (fr. Arrondissement de Saint-Quentin) je správní územní jednotka ležící v departementu Aisne a regionu Hauts-de-France ve Francii. Člení se dále na pět kantonů a 126 obcí.

## Kantony
od roku 2015:
- Bohain-en-Vermandois
- Ribemont
- Saint-Quentin-1
- Saint-Quentin-2
- Saint-Quentin-3

před rokem 2015:
- Bohain-en-Vermandois
- Le Catelet
- Moÿ-de-l'Aisne
- Ribemont
- Saint-Quentin-Centre
- Saint-Quentin-Nord
- Saint-Quentin-Sud
- Saint-Simon
- Vermand